# Бун, Даниэль
Даниэль Бун, или Дэ́ниэл Бун (англ. Daniel Boone; 22 октября (2 ноября) 1734 — 26 сентября 1820) — американский первопоселенец и охотник, чьи приключения сделали его одним из первых народных героев Соединённых Штатов Америки. Известен своими приключениями на территории современного штата Кентукки, границы которого находились за пределами Тринадцати колоний. Несмотря на сопротивление американских индейцев, для которых Кентукки был традиционным местом охоты, в 1775 году Бун проложил дорогу, известную как Дорога диких мест, через Камберлендский перевал к реке Кентукки. Там он основал город Бунсборо, одно из первых англоязычных поселений к западу от гор Аппалачи. В конце XVIII века более 200 000 человек воспользовались Дорогой диких мест, чтобы обосноваться в Кентукки.
Даниэль Бун был командиром народного ополчения во время Войны за независимость США 1775—1783 годов; в Кентукки, в основном, столкновения происходили между поселенцами и индейцами, которые были союзниками Великобритании. В 1778 году Бун был схвачен индейцами шауни, которые приняли его в племя; но Бун сбежал и продолжил помогать защищать поселения в Кентукки. Во время войны Даниэль Бун был избран в Генеральную Ассамблею Виргинии, а также участвовал в бою при Блю Ликс в 1782 году, одном из последних боев Войны за независимость США. После войны Бун работал землемером и купцом, но глубоко влез в долги как спекулянт землей в Кентукки. В связи с возникшими проблемами с законом из-за его спекуляций землёй Бун в 1799 году переезжает в Миссури, где он провёл остаток своих дней.
Даниэль Бун стал в своём роде легендой, особенно после того, как в 1784 году была опубликована его книга о приключениях, сделавшая его знаменитым в Америке и Европе. После смерти его имя часто было объектом выдуманных историй и сказок. Его приключения (настоящие и легендарные) оказали огромное влияние на создание в американском фольклоре эталона Героя Запада. В легендах он фигурирует как один из первых ранних переселенцев, хотя мифы часто затмевают некоторые факты из его жизни.

## Биография

### Детство
Даниэль Бун родился 22 октября 1734 года. Иногда датой его рождения считается 2 ноября 1734 года (по Новому стилю). Это связано с тем, что Григорианский календарь был принят Великобританией и её колониями в 1752 году, хотя Даниэль Бун всегда называл свою дату рождения 22 октября. Он был шестым из одиннадцати детей в семье квакеров. Его отец — Сквайр Бун (1696—1765) иммигрировал в Пенсильванию из маленького городка Брэднинч (графство Девоншир, Англия) в 1713 году. Родители Сквайра Буна — Джордж и Мэри Бун иммигрировали в Пенсильванию в 1717 году. В 1720 году Сквайр, который первоначально работал ткачом и кузнецом, женился на Саре Морган (1700—1777), члены семьи который были квакерами из Уэльса. В 1731 году семья Бунов построила бревенчатый дом в долине Олей, в котором и родился Даниэль Бун в 1734 году. Теперь это место считается усадьбой Даниэля Буна, а также оно теперь называется округ Беркс. Даниэль Бун провёл своё детство на территории, которая тогда считалась западной границей Пенсильвании. Рядом с этим местом было много индейских деревень. У пацифистски настроенных квакеров Пенсильвании были хорошие отношения с индейцами, но устойчивый рост белого населения заставил индейцев переселиться дальше на запад. Даниэль Бун получил своё первое ружьё в 1747 году, и начал учиться охотиться у белых поселенцев и у индейцев. Так появилась его любовь к охоте. Народные сказания часто превозносят навыки Даниэля Буна как охотника. По одной из историй, молодой Даниэль Бун отправился на охоту вместе с другими мальчишками. Рык пантеры напугал мальчишек, кроме Даниэля Буна, который спокойно взвёл курок, выстрелил и попал зверю прямо в сердце, как только тот собрался прыгнуть на него. Как и многие другие истории о Даниэле Буне эта могла быть правдивой либо неправдивой, но её так часто пересказывали друг другу, что она стала олицетворять этого человека.
Во время детства Буна его семья стала источником разногласий в местной общине квакеров. В 1742 году родителям Буна пришлось извиняться за своего старшего ребёнка Сару, так как она вышла замуж за человека не из общины квакеров, да к тому же и ещё забеременела до свадьбы. Когда в 1747 году старший брат Даниэля Буна Израэль женился на женщине не из квакеров, за него заступился отец, Сквайр Бун, из-за чего его исключили из общины квакеров, хотя мать Буна продолжала посещать собрания квакеров вместе с остальными детьми. Возможно из-за этого, в 1750 году Сквайр Бун продал свою землю и переехал вместе с семьёй в Северную Каролину. Даниэль Бун больше не посещал церковь, хотя разделял взгляды христиан, и все его дети в последующем стали баптистами. Семью Бунов, в конечном счёте, поселилась возле реки Ядкин, ныне округ Дэйви, штат Северная Каролина, около трёх километров к западу от Моксвиля.
Из-за того, что в детстве Бун большую часть времени проводил за охотой он не получил должного образования. Школьный учитель однажды выразил обеспокоенность по поводу школьного образования Даниэля Буна, но его отец не был обеспокоен этим и ответил: «Пусть девчонки занимаются правописанием, а Дэн будет стрелять». Даниэля Буна немного учили члены семьи, из-за чего его правописание не являлось общепринятым. Историк Джон Мак Фарагер пишет, что изображение Буна полуграмотным в народном творчестве является ошибочным, доказывая, что «уровень грамотности Даниэля Буна был таким же, как и у других мужчин того времени». Во время охоты Бун всегда брал с собой книги для чтения, а также он был самым начитанным человеком в группе поселенцев во время охоты. Библия и Путешествия Гулливера — были его самыми любимыми книгами. Во время охоты Бун иногда развлекал других охотников чтением книг по вечерам у костра.

### Охотник, муж и солдат
В молодости Даниэль Бун служил в Британских вооруженных силах во время Войны с французами и индейцами (1754—1763 годов; борьба за контроль над землями, находящимися за горами Аппалачи). В 1755 году Даниэль Бун участвовал в экспедиции Брэддока в качестве погонщика; эта экспедиция закончилась разгромом британской армии. Бун вернулся домой, где 14 августа 1755 года он женился на своей соседке Ребекке Брайан. Даниэль и Ребекка жили на ферме отца Буна. Со временем у них родилось десять детей.
В 1759 году разразился конфликт между британскими колонистами и индейцами чероки — бывшими союзниками Британии во время войны с Францией. После внезапной атаки индейцами чероки долины реки Ядкин многие семьи, включаю семью Бунов, сбежали в округ Кульпепер в Виргинии. Бун служил в народном ополчении Северной Каролины во время этой войны. Он жил отдельно от своей жены около двух лет. Согласно одной из историй, Даниэля Буна не было дома так долго, что его жена Ребекка решила, что он умер, и потому начала встречаться с его братом Эдвардом. У них был ребенок, дочь Джемина, которая родилась в 1762 году. По возвращении домой, Даниэль Бун понял и не стал осуждать свою жену. Правда это или нет, но Бун вырастил Джемину как своего собственного ребёнка. Первые биографы Буна знали эту историю, но не стали публиковать её.
Выбор Буном профессии также был связан тем, что он подолгу находился вне дома. Он поддерживал свою семью в те годы тем, что занимался охотой, а потом продавал добытую дичь. Почти каждую осень он уходил в «долгую охоту», которая являла собой долгую экспедицию в несколько диких недель или месяцев. Бун ходил в эти долгие походы один, либо с небольшой группой мужчин, собирая сотни шкур диких оленей осенью, а зимой ловил бобров и выдр. Охотники возвращались весной и продавали свою добычу торговцам шкур. В этой торговле шкуры оленя (buckskins) часто называли баксами (bucks), что является (по одной из версий) началом использования сленгового названия доллара.
Поселенцы часто вырезали на деревьях различные надписи либо свои имена, а также они писали на стенах в пещерах; надписи Даниэля Буна были найдены во многих местах. Одна из наиболее известных надписей была вырезана на дереве в округе Вашингтон штата Теннеси, которая гласила: «Д. Бун убил медведя у этого дерева в 1760 году». Похожая надпись хранится в Музее исторического общества Филсон в Луисвилле (штат Кентукки), которая гласит: «Д. Бун убил медведя, 1803 год». Хотя и не исключено, что эти надписи могут быть подделками.
В середине 1760-х годов Даниэль Бун начал искать новое место, чтобы поселиться там. Население в долине реки Ядкин стало стремительно расти после Франко-индейский войны, что неминуемо вело к уменьшению количества дичи на которую охотились. У Даниэля Буна начались неприятности — его часто вызывали в суд из-за неоплаченных долгов, и ему пришлось продать свою землю, чтобы расплатиться с кредиторами. После смерти отца в 1765 году Бун отправился с небольшой группой во Флориду (после войны перешла во владение Британской империи), чтобы найти место для нового дома. По рассказам семьи, Бун купил землю в Пенсаколе, но его жена Ребекка отказалась переезжать так далеко от своих друзей и семьи. Вместо этого они переехали в более отдалённый район в долине реки Ядкин, и Даниэль Бун начал охотиться к западу от Синих гор.

### Кентукки

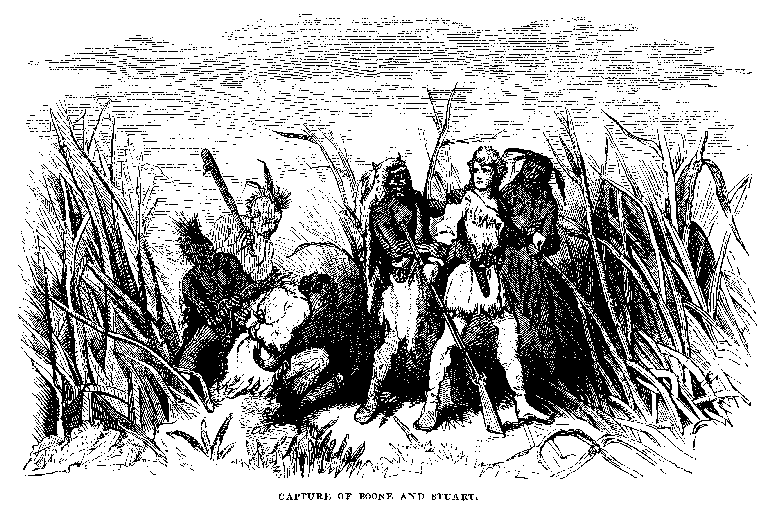
Даниэля Буна захватили индейцы шауни

Даниэль Бун впервые добрался до Кентукки в конце 1767 года, когда охотился вместе со своим братом Сквайром Буном-младшим. Во время экспедиции Генерала Эдварда Брэддока 1755 года, Бун услышал о плодородной земле и изобилии дичи в Кентукки от извозчика Джона Финдли, который ездил в Кентукки, чтобы торговать с индейцами. В 1768 году, Бун и Финдли снова встретились случайно, и Финдли воодушевил Буна новыми рассказами о Кентукки. В то же самое время появились новости о Договоре в форте Стенуикс, по которому Ирокезы передали своё право на Кентукки Британцам. Это, а также то, что в Северной Каролине начались беспорядки, подтолкнуло Буна немедленно начать свою экспедицию.
В мае 1769 года Бун начал свою двухгодичную экспедиционную охоту в Кентукки. 22 декабря 1769 года Буна и одного из членов его экспедиции захватила группа индейцев шауни, которые отпустили их и сказали, чтобы те больше никогда не возвращались, а также конфисковали шкуры, добытые экспедицией во время охоты. Шауни не подписывали Договор форта Стэнвикс, и потому рассматривали Кентукки как свою территорию, а также расценивали поселенцев как браконьеров. Буна это не остановило, и он продолжил охотиться и изучать Кентукки до тех пор, пока не вернулся в Северную Каролину в 1771 году. Осенью 1772 года он продолжал охотиться в Кентукки.
25 сентября 1773 года Бун вместе со своей семьёй и группой из 50 поселенцев осуществили первую попытку основать Британское поселение в Кентукки. Бун всё ещё был малоизвестным охотником в то время, наиболее видным членом экспедиции был Вильям Рассел, хорошо известный охотник из Виргинии, а также будущий зять Патрика Генри. 9 октября старшего сына Даниэля Буна Джеймса и небольшую группу мужчин и мальчишек, которые отправились на поиски провианта, атаковала группа индейцев, состоящая из делаваров, шауни и чероки. Американские индейцы, сторонники Договора форта Стенуикс, начали дебаты о том, как им действовать дальше в связи с наплывом поселенцев. Эта группа индейцев решила, по словам историка Джона Мака Фарагера: «отправить письмо о своём неприятии к основанию поселения…». Джеймс Бун и сын Вильяма Рассела Генри были замучены до смерти в ужасных пытках. Жестокость убийства шокировала группу Буна и они решили оставить экспедицию.

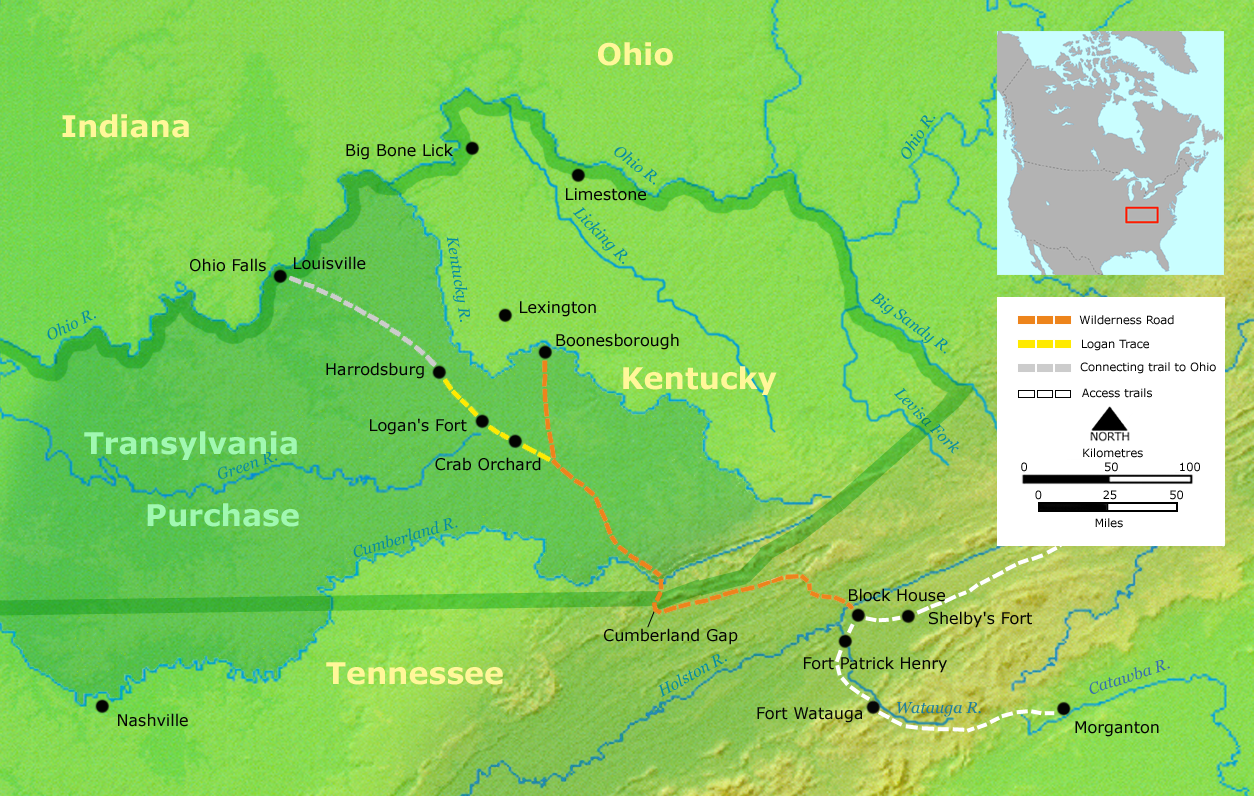
Дорога диких мест, проложенная Даниэлем Буном в 1775 году

Эта резня была первым из череды событий, которые впоследствии стали известными как Война Данмора, борьба между Виргинией и первоначально индейцами шауни за контроль округом Огайо, что сейчас является штатами Западная Виргиния и Кентукки. Летом 1774 года Бун вместе с товарищем вызвались добровольцами, чтобы отправиться в Кентукки на поиски землемеров, которые оказались там в начале войны. Два человека прошли более 1300 км за два месяца, несмотря на предупреждения тех, кто ещё не покинул регион. По возвращении в Виргинию Бун помог защитить несколько поселений вдоль реки Клинч, заслужив звание капитана народного ополчения по просьбам жителей этих поселений. После окончания Войны Данмора, которая закончилась, вскоре, после того как Виргиния победила в битве Канавха (битва при точке радости) в октябре 1774 года, индейцы шауни оставили свои притязания на Кентукки.
После окончания Войны Данмора Ричард Хендерсон, видный судья из Северной Каролины, нанял Буна, чтобы тот отправился в города индейцев Чироки, находящихся на территории современных штатов Северная Каролина и Теннесси, чтобы сообщить им о предстоящей встрече. По договору при Сикамор-Шоалс 1775 года, заключенному на этой встрече, Хендерсон приобрёл право индейцев Чироки на Кентукки, чтобы основать там колонию, названную Трансильвания. После этого Хендерсон нанял Даниэля Буна, чтобы тот проложил дорогу, которая впоследствии стала именоваться Дорога диких мест, которая прошла через перевал Камберленд в центральную часть Кентукки. С примерно 30 рабочими Бун проложил путь к реке Кентукки, где он основал город Бунсборо. Другие поселения, особенно Хэрродсбург, были основаны в то же время. Несмотря на происходящие время от времени атаки индейцев, Бун вернулся в долину Клинч и перевёз свою семью и несколько поселенцев в Бунсборо 8 сентября 1775 года.

### Война за независимость
Насилие в Кентукки возросло с началом Войны за независимость США (1775—1783). Индейцы, которые были недовольны потерей Кентукки, видели в этой войне шанс, который даст им возможность прогнать колонистов. Изолированные поселенцы и охотники были частой мишенью для атак. Это убеждало многих покинуть Кентукки. К концу весны 1776 года немногим более чем 200 колонистов оставалось в Кентукки, в основном в укреплённых поселениях (фортах и станциях), таких как Бунсборо, Хэрродсбург и станция Логана.

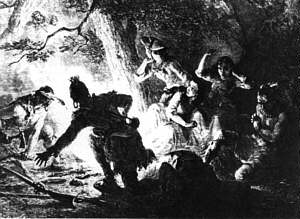
Спасение Джемины Бун, а также Бэтси и Фэнни Кэлловэй, похищенных индейцами в июле 1776 года

14 июля 1776 года за воротами города Бунсборо была схвачена дочь Даниэля Буна Джемина и ещё несколько девочек группой воюющих индейцев, которые собирались доставить их на север в город индейцев шауни в округе Огайо. Даниэль Бун и несколько других мужчин кинулись в погоню, настигнув их через два дня. Бун вместе со своей группой внезапно напал на индейцев, когда те принимали пищу, и спасли девочек. Этот инцидент стал наиболее знаменитым событием в жизни Даниэля Буна. Джеймс Фенимор Купер привёл выдуманную версию этого эпизода в своей книге «Последний из могикан».
В 1777 году Генри Гамильтон (заместитель губернатора Канады) начал вербовать воюющие племена индейцев с целью атаковать Кентукки. 24 апреля индейцы шауни под предводительством вождя Чёрная рыба атаковали Бунсборо. Даниэль Бун был ранен в лодыжку, когда находился за пределами форта, но, несмотря на шквал огня, его вытащил Саймон Кентон, который прибыл в Бунсборо совсем недавно. Саймон Кентон стал лучшим другом Даниэля Буна, а также одним из легендарных переселенцев Америки.
Когда Бун восстанавливался от ранения, индейцы шауни продолжали атаковать окрестности Бунсборо, уничтожая урожай и скот. Из-за того, что провизия заканчивалась, поселенцам нужна была соль, для того чтобы сохранить мясо, которое у них было, и в январе 1778 года Даниэль Бун вместе с группой из тридцати человек отправился на соляные источники возле реки Ликинг. 7 февраля 1778 года во время охоты Бун был застигнут врасплох и схвачен войнами вождя «Чёрная рыба». Из-за того, что численный перевес был на стороне индейцев, Бун убедил своих людей сдаться, а не вступать в бой.
«Чёрная рыба» хотел направиться в Бунсборо и захватить город, поскольку он был слабо защищён, но Бун убедил вождя, что женщины и дети не переживут зиму и город сам сдастся этой весной. У Даниэля Буна не было возможности сказать своим людям, что он блефовал, чтобы предотвратить внезапную атаку на город. Бун придерживался этой тактики так убедительно, что многие из его людей решили, что он стал лоялен британцам.
Буна и его людей доставили в индейский город Чиликоте (Chillicothe), который принадлежал вождю «Чёрная рыба». Там пленники подверглись телесным наказаниям. По традициям индейцев, Шауни приняли в племя несколько пленников, чтобы заменить ими павших воинов. Оставшиеся пленники были отправлены в Детройт к Гамильтону. Сам же Даниэль Бун был принят в одну из индейских семей города, возможно, он был даже принят семьёй вождя. Ему дали имя Шелтови (Sheltowee), что означает «Большая черепаха». 17 июня 1778 года Бун узнал, что вождь Чёрная рыба собирается напасть на город Бунсборо большим отрядом воинов, и решил сбежать и отправиться домой. Он проехал 260 км за пять дней — сначала на лошади, а потом пешком.
Во время отсутствия Даниэля Буна, его жена и дети (кроме Джемины) вернулись в Северную Каролину, так как они думали, что он мёртв. По возвращении в Бунсборо, некоторые мужчины распространяли слухи о предательстве Буна, так как после захвата в плен, он жил достаточно хорошо среди индейцев Шауни месяцами. Бун доказал свою верность колонистам организовав превентивную атаку на индейцев возле реки Огайо, а после участвовал в обороне Бунсборо во время 10-дневной осады, которая началась 7 сентября 1778 г. и закончилась поражением индейцев.
После осады, капитан Бенджамин Логан и полковник Ричард Кэлловэй (их племянники были среди тех, кто до сих пор находился в плену, после того как отряд Буна сдался во время похода за солью) выдвинули обвинения против Буна в связи с его деятельностью. На суде, Бун был повышен в должности и признан невиновным после того, как дал показания. Несмотря на оправдание Бун чувствовал себя униженным из-за судебного процесса и мало говорил об этом.
После суда Бун отправился в Северную Каролину за своей семьёй, чтобы вместе вернуться в Кентукки. Летом 1779 года большая группа эмигрантов отправилось вместе с Буном в Кентукки, среди которых, по слухам, была семья деда Авраама Линкольна. Решив не оставаться в Бунсборо, Бун основал небольшую станцию Буна (Boone’s Station). Бун зарабатывал деньги тогда тем, что предлагал поселенцам плодородные земли. Права собственности на земли в Трансильвании были лишены законной силы, после того как Виргиния создала округ Кентукки, и поселенцам надо было заново приобретать право собственности уже у Виргинии. В 1780 году Бун собрал около 20000 долларов наличными у поселенцев и отправился в Вильямсбург, чтобы получить земельные ордера. У него были украдены эти деньги, когда он решил переночевать в одном из номеров таверны, находящейся на пути следования. Некоторые поселенцы простили Буну пропажу, но остальные потребовали, чтобы он компенсировал их убытки; Буну потребовалось на это несколько лет.

## Память

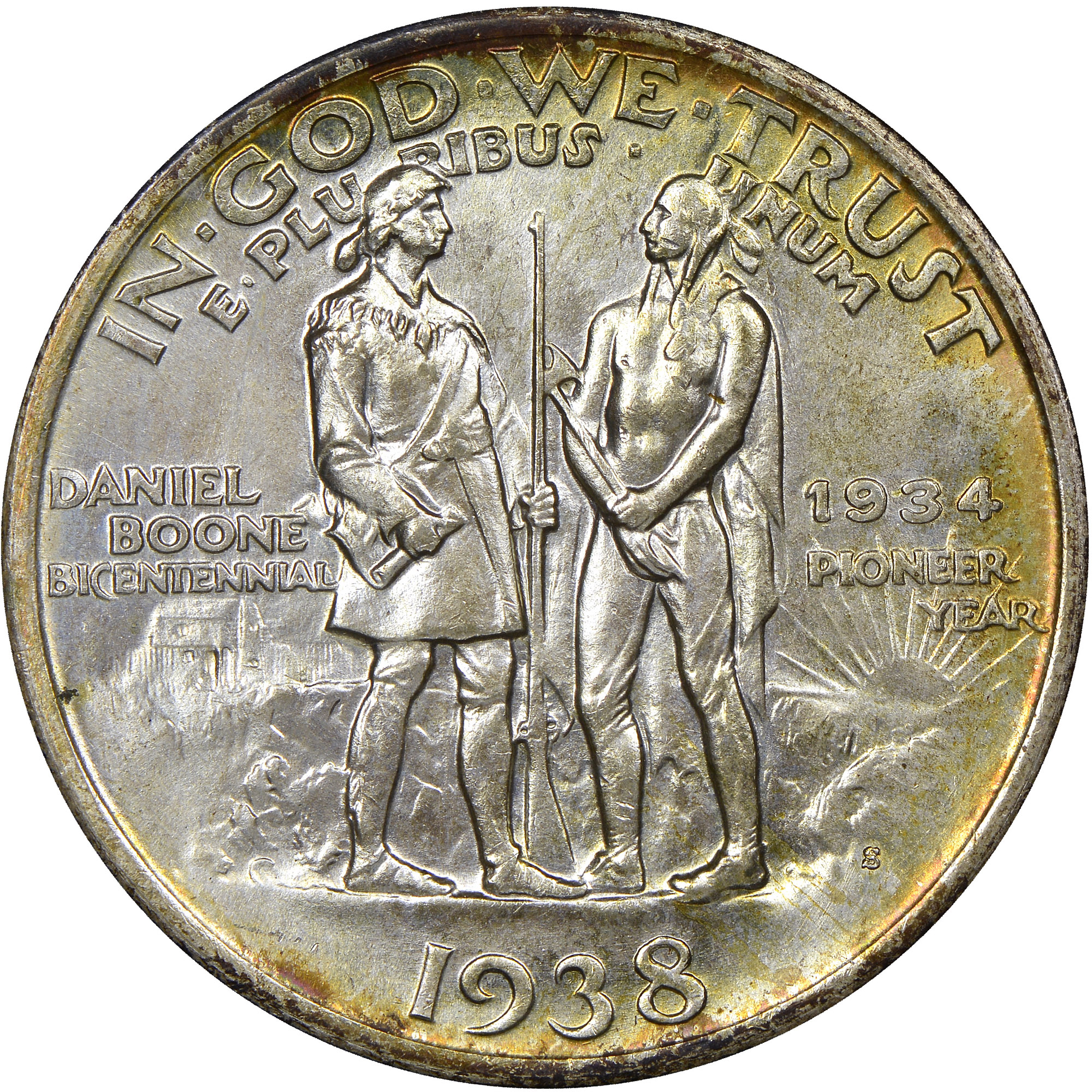
Памятная монета (50 центов), выпущенная в честь двухсотлетия со дня рождения Буна; 1934—1938 годы.
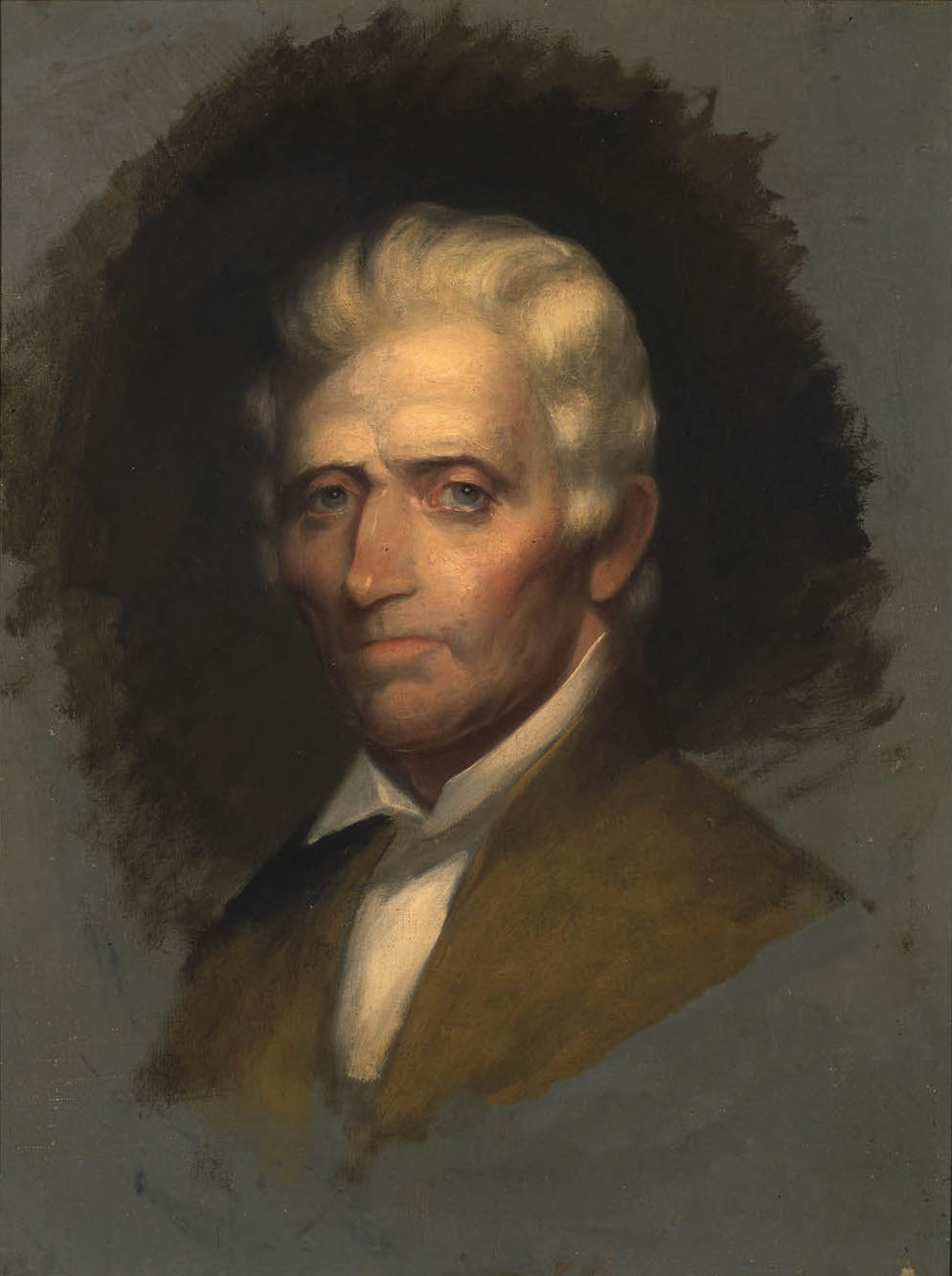
Картина маслом Честера Хардинга 1820 года. Единственная прижизненная картина Даниэля Буна, написанная за несколько месяцев до смерти.
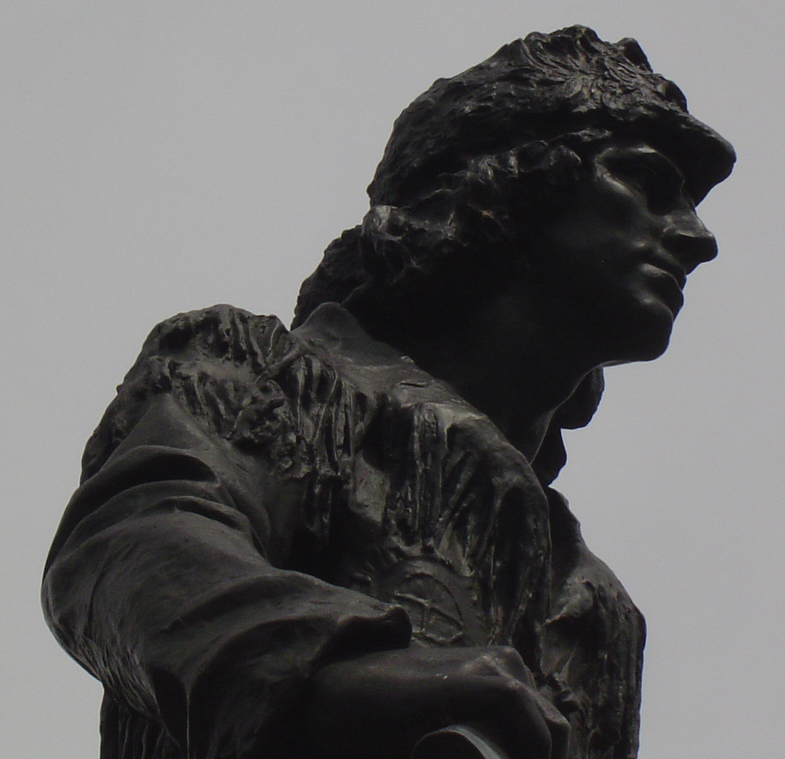
Статуя работы Энид Янделл

## В кино
- «Дэниэл Бун, первопроходец» (Daniel Boone, Trail Blazer) — режиссёры Альберт Гэннауэй, Исмаэль Родригес (США, 1956)
- «Дэниэл Бун» (Daniel Boone) — телесериал американских режиссёров Уилльяма Уиарда, Нэйтана Юрана и Джорджа Шермана, 6 сезонов (1964-1970).